# Bukovina (district de Blansko)
Pour les articles homonymes, voir Bukovina.
Bukovina (en allemand : Groß Bukowin) est une commune du district de Blansko, dans la région de Moravie-du-Sud, en République tchèque. Sa population s'élevait à 428 habitants en 2020.

## Géographie
Bukovina se trouve à 12 km au sud-est de Blansko, à 17 km au nord-est de Brno et à 190 km à l'est-sud-est de Prague.
La commune est limitée par Bukovinka au nord-est et à l'est, par Hostěnice et Březina (Blansko) au sud, et par Křtiny à l'ouest et au nord-ouest.

## Histoire
La première mention écrite de la localité date de 1283.